# Il quinto servitore
Il quinto servitore (titolo originale The Fifth Servant) è un romanzo giallo storico del 2010 dello scrittore statunitense Kenneth Wishnia.

## Trama
Praga, venerdì santo dell'anno 1592. L'ebreo Benyamin Ben-Akiva, giunto da pochi giorni dalla Polonia nella città imperiale, è il quinto dei "servitori" del ghetto ebraico ed in questa mattina che precede la pasqua percorre le strade del quartiere percuotendo le porte delle case con un bastone, annunciando il tempo della prima funzione.

## Edizioni
- Kenneth Wishnia, Il quinto servitore, traduzione di Elisabetta Valdrè, collana La Gaja scienza, Longanesi, 2010,  p. 492, ISBN 978-88-304-2706-8.